# 爨量
爨量（？—326年），又作爨亮、爨畺，晋朝爨酋，建宁郡同乐（今云南陆良）人。永嘉四年（310年），南夷校尉、宁州刺史王逊以爨亮为梁水郡太守。建兴二年（314年），因为王逊严猛，和南中的雷炤、董霸投降成汉皇帝李雄。太宁三年（325年）十二月，晋朝宁州刺史尹奉雇人将他杀死。